# منطقة الأمازون الأحيائية
تشمل منطقة الأمازون الإحيائية (بالبرتغالية: Bioma Amazônia) غابة الأمازون، ومنطقة الغابة الاستوائية المطيرة، والمناطق البيئية الأخرى التي تغطي معظم حوض الأمازون وبعض المناطق الشمالية والشرقية المجاورة. تشمل المناطق الإحيائية الغابات الفيضية ذات المياه البيضاء والمياه السوداء، وغابات اليابسة (تيرا فيرما) الجبلية والمنخفضة، وغابات الخيزران، وغابات النخيل، والسافانا، والأرض البور الرملية، والتندرا الألبية. تتعرض بعض المناطق لخطر إزالة الغابات بهدف الحصول على الأخشاب وإفساح المجال للمراعي أو لمزارع الصويا. 

## الموقع
تبلغ مساحة منطقة الأمازون الأحيائية 6,700,000 كيلومترًا مربعًا (2,600,000 ميلًا مربعًا). تمثل المنطقة الأحيائية حوض الأمازون تقريبًا، باستثناء منطقة جبال الأنديز إلى الغرب، ومنطقة السيرادو (السافانا) إلى الجنوب، في حين تشمل أراضي الشمال الشرقي الممتدة إلى المحيط الأطلسي والمشابهة في غطائها النباتي لحوض الأمازون. يُعرّف جاي. جاي. مورون (2006) منطقة الأمازون دون الإقليمية بمفهوم أوسع، إذ يقسمها إلى مقاطعات جغرافية حيوية (بيوجغرافية) تضم غيانا، وهيومد غيانا، ونابو، وأمّيري، ورورايما، وأمابا، وفارزيا، وأوكايالي، وماديرا، وتاباجوس- شينجو، وبارا، ويونغاس، بالإضافة إلى بانتانال. يتخذ الصندوق العالمي للطبيعة نطاقًا مماثلًا، إذ تضم منطقة الأمازون الأحيائية غابات درع غيانا المطيرة في الشمال وغابات تشيكيتانو الجافة في بوليفيا. 
تغطي المنطقة الأحيائية أجزاءً من البرازيل، وبوليفيا، وبيرو، وإكوادور، وكولومبيا، وفنزويلا، وغيانا، وسورينام، وغويانا الفرنسية. بالنسبة للبرازيل تغطي المنطقة الأحيائية أكثر من 4,100,000 كيلومتر مربع (1,600,000 ميل مربع)، بينما تغطي كليًا أو جزئيًا ولايات أكري، وأمازوناس، ورورايما، وروندونيا، وبارا، وأمابا، ومارانهاو، وتوكانتينس، وماتو غروسو. تغطي منطقة الأمازون الأحيائية 49.29% من البرازيل، ويوجد نحو 16% منها في بيرو. في عام 2015، كانت نحو 23.4% من منطقة الأمازون الأحيائية في بيرو محمية، لكن أقل من نصف هذه النسبة فقط كان محميًا بالكامل. 

## البيئة الطبيعية

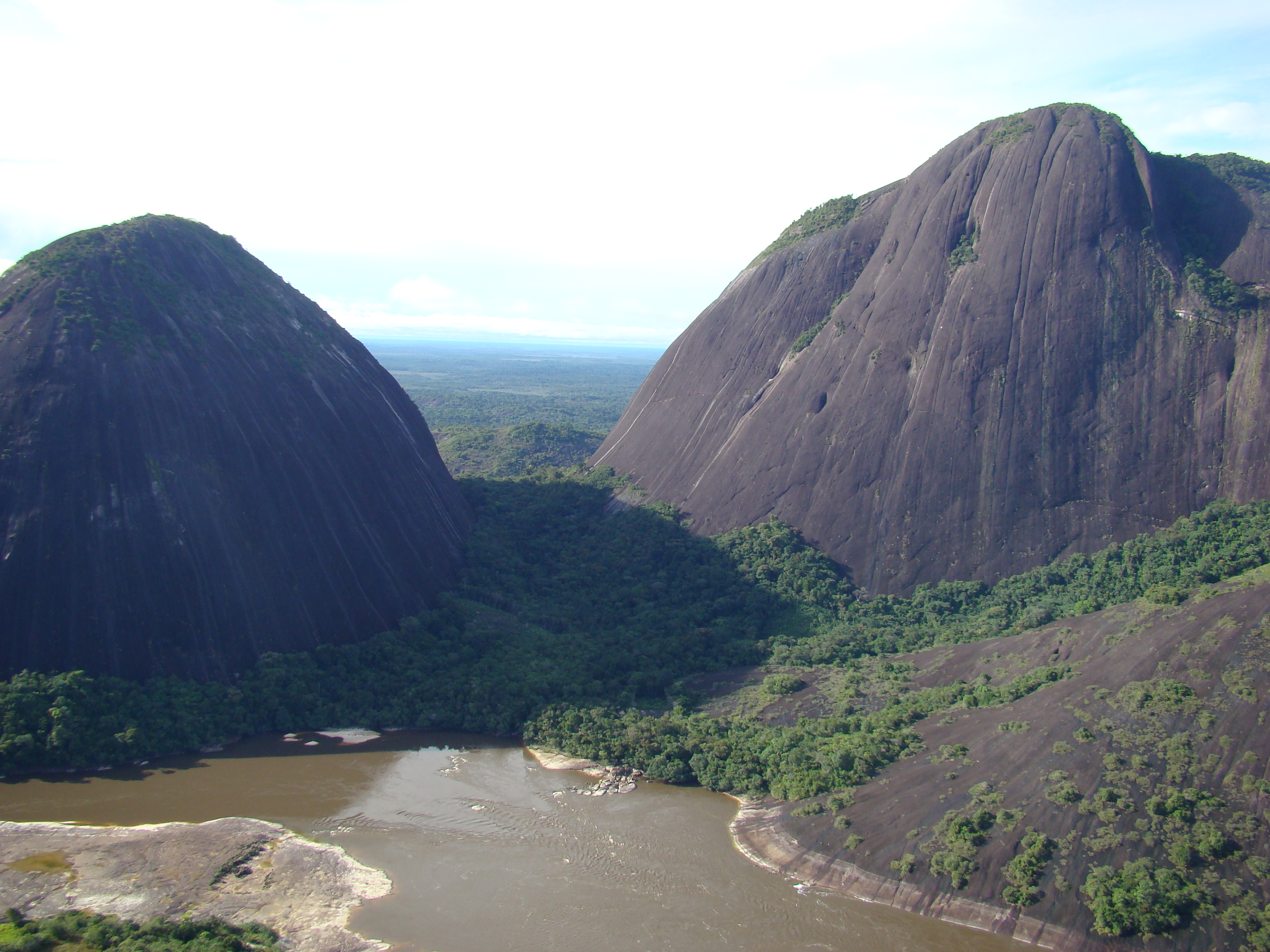
تضاريس سيرّوس دي مافيكوري (Cerros de Mavecure) وسط الطبيعة الاستوائية في منطقة Guainía، كولومبيا

### التضاريس
تشكل السهول المنخفضة جزءًا كبيرًا من تضاريس منطقة الأمازون الأحيائية، وخاصة حول الأنهار. يتكون درع غيانا من الأراضي الجبلية على طول الحدود بين البرازيل وفنزويلا وغيانا. تحتل أراضي الأمازون الجبلية الجنوبية أجزاءً من روندونيا، وماتو غروسو، والأجزاء الجنوبية من أمازوناس وبارا. 
يمر حوض الأمازون عبر النتوءات الجبلية أو «سلاسل التلال القديمة» التي تربط بين درعيّ غيانا والبرازيل وتقسمهما إلى أحواض جيولوجية فرعية. هذه الأحواض: قوس إكيتوس أو قوس جوتاي في بيرو وأكري، وقوس كارواري الذي يمر عبر ريو نيغرو وسوليميس، وقوس بوروس غرب ماناوس، وقوس مونتي أليغري غرب تاباجوس، وقوس جوروبا إلى الغرب من ماراجو. في إطار نموذج باليوارك، شكلت الأحواض القديمة بين الأقواس مراكزًا للتنوع الحيوي. لذلك يعد قوس إكيتوس السبب الرئيسي في اختلاف أنواع الضفادع والقوارض واختلاف أنواع الغابات على جانبي النتوء. 

### التربة
تفتقر التربة عمومًا إلى العناصر الغذائية بشكل كبير، وغالبًا لا تصلح المناطق التي تعرضت لإزالة الغابات للزراعة أو الرعي. تحمل الرياح القادمة من أفريقيا جزءًا كبيرًا من الفوسفور الضروري للحياة، كتراب المشطورات المرافق لمنخفض بوديلي، والدخان الناتج عن حرق الكتلة الحيوية في أفريقيا. توجد اختلافات إقليمية واسعة في أنواع التربة، فتغطي تربة بودزول 20% من حوض ريو نيغرو، وتغطي تربتي أكريسول وفيراصول 55% من الحوض، في حين تغطي التربة الرسوبية (الغرينية) وتربة ليثوليك (litholic) الجزء المتبقي، أما المناطق المتناثرة فتغطيها تربة بلينتوسول المتحولة المائية. تغطي تربة بودزول 136,000 كيلومترًا مربعًا (53,000 ميلًا مربعًأ) فقط من مساحة المنطقة الأحيائية، أو ما نسبته 2.7% من مساحتها.  

### المناخ
يتراوح متوسط درجة الحرارة في المنطقة الأحيائية في البرازيل من 22 إلى 26 درجة مئوية (72 إلى 79 درجة فهرنهايت)، ويبلغ معدل هطول الأمطار 2,300 مليمترًا (91 بوصة)، لكن هذه القيم تتفاوت بشكل كبير من منطقة إلى أخرى. يتراوح معدل هطول الأمطار في المنطقة الأحيائية بأكملها من 1500 إلى 3000 مليمتر سنويًا (59 إلى 118 بوصة سنويًا)، حيث تحمل الرياح القادمة من المحيط الأطلسي نصف هذه الأمطار تقريبًا، بينما ينتج النصف الآخر عن عملية النتح التبخري داخل المنطقة الأحيائية. يوجد تفاوت كبير في معدل هطول الأمطار وتوزيعها على مدار السنة. 

### المياه
تغطي مستجمعات مياه الأمازون 5,846,100 كيلومترًا مربعًأ (2,257,200 ميلًا مربعًا) تقريبًا. يمثل نهر الأمازون وحده نحو 15-16% من مجموع المياه التي تصرفها الأنهار في محيطات العالم. ربما تكون الأنهار ذات مياه سوداء أو بيضاء أو صافية، فنهر ريو نيغرو «النهر الأسود» ذو مياه صافية ذات لون أسود حالك ناجم عن تحلل المواد العضوية في المستنقعات على طول أطرافه، ومحمل بمستويات منخفضة من الطمي. أما نهر ريو برانكو «النهر الأبيض» ونهر الأمازون أيضًا كلاهما ذوي مياه صفراء محملة بالطمي. بينما يصنف نهر تاهوايو في منطقة محمية تامشياكو تاهوايو الإقليمية في بيرو ضمن أنهار المياه السوداء، لكنه غالبًا يحتوي على كيمياء مماثلة لأنهار المياه البيضاء في المنطقة، إذ يقع في سهل نهر الأمازون الفيضي، ويحصل على المياه من نهر الأمازون. 
يشكل نهر الأمازون وروافده الرئيسية مثل نهر شينجو، وتاباجوس، وماديرا، وبوروس، وريو نيغرو، عائقًا أمام التشتت الجغرافي للنباتات والحيوانات وحتى الحشرات. نتيجة لذلك يمكن العثور على الكبوشي أبيض المقدمة وسعدان الساكي غرب نهر تاباجوس، بينما يوجد الساكي الملتحي أبيض الأنف شرق النهر فقط. يقسم الصندوق العالمي للطبيعة المنطقة الأحيائية إلى مناطق بيئية، وتعرف غالبًا بأنها المناطق الواقعة بين الروافد الرئيسية لنهر الأمازون. 

## الأنظمة البيئية
تغطي الغابات المطيرة معظم مساحة حوض الأمازون الداخلية. تعد غابات الأمازون الاستوائية المطيرة الكثيفة أكبر الغابات الاستوائية المطيرة في العالم. وتغطي مساحةً تتراوح ما بين 5,500,000 و6,200,000 كيلومتر مربع (2,100,000 و2,400,000 ميل مربع) من منطقة الأمازون الأحيائية التي تتراوح مساحتها بين 6,700,000 و6,900,000 كيلومتر مربع (2,600,000 و2,700,000 ميل مربع). يعود السبب في كون الأرقام مبهمة إلى حد ما إلى اندماج الغابات المطيرة بالمناطق الأحيائية المشابهة لها والمتداخلة مع حدودها. تسمى الغابات المطيرة بالغابات الاستوائية المطيرة عريضة الأرواق؛ لأن معظم أشجارها ذات أوراق عريضة. يحتوي الحوض أيضًا على غابة شاطئية فيضية أو تسمى بغابة فارزيا، وغابة موسمية، والسفانا. تغطي الغابة الموسمية معظم الحدود الجنوبية الشرقية، وتشهد مواسمًا جافةً ملحوظة عند حدوث الحرائق بشكل متكرر. تتضمن منطقة الأمازون الأحيائية مساحات ذات أنواع أخرى من الغطاء النباتي كالأراضي العشبية، والمستنقعات، وغابات الخيزران، وغابات النخيل. 
يوجد 53 نظامًا بيئيًا رئيسيًا وأكثر من 600 نوع من الأراضي ومواطن المياه العذبة. من بين النظم البيئية، يوجد 34 نظامًا من مناطق الغابات التي تغطي 78% من مساحة المنطقة الأحيائية، و6 أنظمة من الأنديز وتغطي 1.5%، و5 أنظمة من السهول فيضية وتغطي 5.83%، و5 أنظمة من السفانا وتغطي 12.75%، واثنان من الأنظمة هما من السهوب الاستوائية التي تغطي 1.89% من مساحة المنطقة الأحيائية. يحتوي الأمازون البرازيلي على 30 نظامًا بيئيًا من أصل 53، تمثل الغابات 19 نظامًا منها وتغطي 77.5% من مساحة المنطقة. تحتوي حدود المنطقة الأحيائية مناطق تماس النظم البيئية المتجاورة، حيث تندمج لتشكل مناطق أحيائية أخرى كسيرادو مثلًا. 
يوجد تنوع حيوي كبير داخل الأنظمة البيئية وفيما بينها في المنطقة الأحيائية. ذكر أحد المصادر أن الأنواع النباتية تقدر بـ 60 ألف نوع، يوجد 30 ألف منها متوطن. بينما ذكر مصدر آخر أن الأنواع النباتية تتراوح ما بين 30 إلى 50 ألف نوع نباتي. في يناير عام 2013، سجلت وزارة البيئة البرازيلية 2,500 نوعًا من الأشجار، و30,000 نوعًا من النباتات. يوجد 4,001 نوعًا من الأسماك، و163 نوعًا من البرمائيات، و387 نوعًا من الزواحف، بالإضافة إلى أكثر من 500 نوع من الثدييات التي تضم 90 حيوانًا رئيسًا. يوجد 87% من البرمائيات، و62% من الزواحف، و20% من الطيور، و25% من الثدييات المتوطنة في المنطقة الأحيائية. يوجد 109 أنواع من الزواحف من السحالي والسحالي الدودية المعروفة، و138 نوعًا من الثعابين. من بين 1,300 نوع من الطيور، يوجد 20% منها متوطنة و8.4% منها مهددة بالانقراض. 
ربما تحتوي منطقة صغيرة نسبيًا على مجموعة متنوعة من المناطق البيئية. فتحتوي حديقة بيكو دا نبلينا الوطنية في شمال أمازوناس (ولاية الأمازون)، البرازيل، على منطقة كامبينارانا، وغابة مطيرة كثيفة، بالإضافة إلى منطقة الالتقاء بين كامبينارانا والغابة المطيرة. تشمل تكوينات الغطاء النباتي على غابات اليابسة (غابات تيرا فيرما) وغابات الإيجابو. تتسلق غابات سفوح الجبال التدرجات الأولى لهضبة غيانا إلى ارتفاع يصل إلى نحو 1,000 متر (3,300 قدم)، تليها الغابات الجبلية. في حين يُعثر على الأشنات والبروملياد على ارتفاعات أعلى من 2,000 متر (6,600 قدم). توجد أيضًا التندرا الألبية في الهضاب المستوية.